# Beduiner (film)
Beduiner er en dokumentarfilm fra 1962 instrueret af Jette Bang efter manuskript af Tørk Haxthausen.

## Handling
En beduinstamme kommer til en ny boplads. Kamelerne aflæsses, teltene rejses, og mænd og kvinder begynder deres daglige arbejde, efter at kamelerne er sluppet løs med sammenbundne forben. Nogen tid efter, når der ikke mere er føde til kamelerne, bryder ørkennomaderne op og rejser til et nyt sted.